# Acide cyclamique

L’acide cyclamique est un édulcorant artificiel découvert en 1937 à l'Université de l'Illinois. Cet acide est aussi connu sous le numéro E952(i), cependant ses sels (cyclamate de sodium et cyclamate de calcium) sont plus utilisés car plus solubles.
Le cyclamate de sodium est 40 fois plus sucrant que le sucre.

## Utilisation
En Europe, son utilisation est limitée aux boissons non alcoolisées (0,25 g·l-1 maximum), aux desserts et produits similaires (0,25 g·kg-1 maximum) et aux confiseries (de 0,25  à   1,6 g·kg-1). Pour l'acide cyclamique et ses sels de sodium (cyclamate de sodium E952(iv)) et de calcium (cyclamate de calcium E952(ii)), les doses maximales d'emploi sont exprimées en acide libre.
Le codex alimentarius classe l'acide cyclamique comme édulcorant et son utilisation est élargie à un plus grand nombre de produits alimentaires dont les sucres de tables.
Bien que le cyclamate soit approuvé comme édulcorant dans plus de 130 pays dont le Canada, il est interdit aux États-Unis.

## Santé
En 1982, le comité international mixte FAO/OMS d'experts sur les additifs alimentaires (JECFA) a établi une dose journalière admissible (DJA) de 11 mg·kg-1 de masse corporelle pour l'acide cyclamique et ses sels de sodium et de calcium, dose exprimée en acide libre.
En 2000, le comité scientifique de l'alimentation humaine de l'Union européenne a établi une DJA de 7 mg·kg-1 de masse corporelle, valeur inférieure à celle du JECFA. Cette nouvelle valeur, exprimée en cyclamique acide, est basée sur la dose sans effet (NOAEL) de 100 mg·kg-1 de masse corporelle de la cyclohexylamine, suivie d'une conversion de 85 % et la division par un facteur de sécurité de 32.